# Yarraman
Yarraman är en ort i Australien. Den ligger i kommunen Toowoomba och delstaten Queensland, omkring 120 kilometer nordväst om delstatshuvudstaden Brisbane. Antalet invånare är 1 346.
Runt Yarraman är det mycket glesbefolkat, med 4 invånare per kvadratkilometer.. Närmaste större samhälle är Nanango, omkring 19 kilometer norr om Yarraman.
I omgivningarna runt Yarraman växer huvudsakligen savannskog. Genomsnittlig årsnederbörd är 1 261 millimeter. Den regnigaste månaden är januari, med i genomsnitt 249 mm nederbörd, och den torraste är september, med 31 mm nederbörd.